# OGLE-2013-BLG-0341LB b

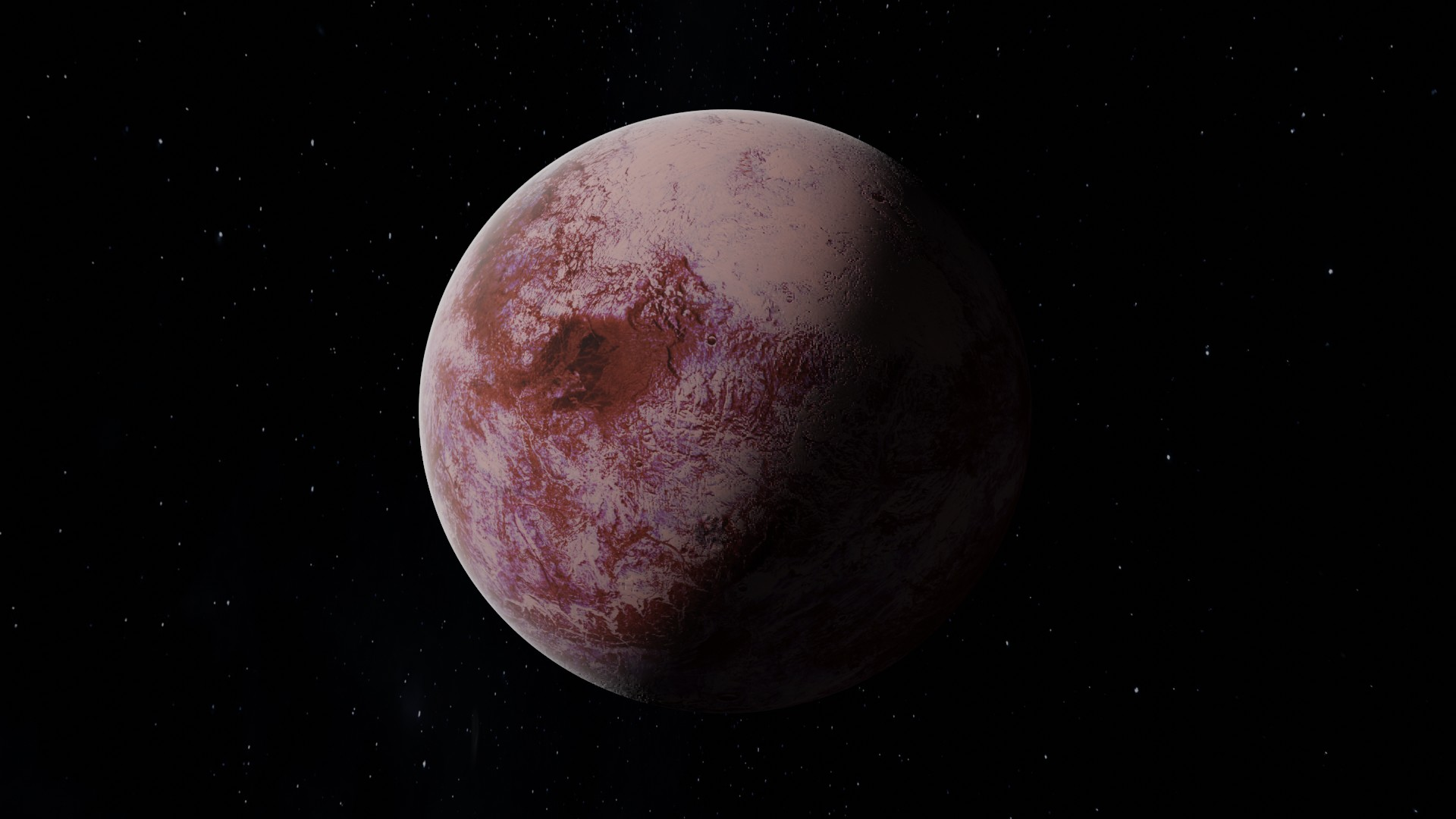
Wizja artystyczna planety OGLE-2013-BLG-0341LB b

OGLE-2013-BLG-0341LB b – planeta pozasłoneczna typu skalistego znajdująca się w układzie planetarnym gwiazdy OGLE-2013-BLG-0341LB, tworzącej razem z gwiazdą OGLE-2013-BLG-0341LA ciasny układ podwójny, odległy od Układu Słonecznego 2971 lat świetlnych. Planeta została odkryta w 2013 roku, jej odkrycie ogłoszono w lipcu 2014 roku.

## Nazwa
Oznaczenie układu planetarnego OGLE-2013-BLG-0341LB określa, że został on skatalogowany i opisany w ramach programu OGLE. Litera „b” w oznaczeniu planety oznacza, że jest to pierwsza odkryta planeta w tym układzie.

## Odkrycie
Planeta została odkryta metodą mikrosoczewkowania grawitacyjnego w 2013 roku.

## Charakterystyka
Planeta ma masę około 1,66M⊕, a jej promień wynosi około 1,15R⊕. Krąży wokół słabego czerwonego karła OGLE-2013-BLG-0341LB o typie widmowym M9 w odległości 0,8 odległości Ziemi od Słońca. Planeta należy do mało masywnych planet typu ziemskiego. Planeta znajduje się poza ekosferą jej gwiazdy, na jej powierzchni nie panują odpowiednie warunki do powstania życia – temperatura nie przekracza –200 °C.
Jest to pierwsza planeta pozasłoneczna odkryta w ciasnym układzie podwójnym.